# Údolí včel (album)
Údolí včel je desáté studiové album české zpěvačky Anny K., vydané 25. října 2023 u vydavatelství BrainZone. Z alba pochází singly, které mezi lety 2020–2023 vládly rozhlasovému éteru,[zdroj⁠?!] např. „Na malou chvíli“, „O tobě i o mně“ nebo „Údolí včel“, podle kterého je celé album pojmenováno.

## Seznam skladeb
Všechny skladby napsal(i) Tomáš Vartecký. 
| Pořadí         | Název                   | Autor          | Délka |
| -------------- | ----------------------- | -------------- | ----- |
| 1.             | Intro                   | Tomáš Vartecký | 0:26  |
| 2.             | Údolí včel              | Tomáš Vartecký | 4:11  |
| 3.             | Černý tulipán           | Tomáš Vartecký | 4:28  |
| 4.             | Na malou chvíli         | Tomáš Vartecký | 3:33  |
| 5.             | Normální není vůbec nic | Tomáš Vartecký | 4:52  |
| 6.             | Kovboj                  | Tomáš Vartecký | 3:29  |
| 7.             | Apollo 11               | Tomáš Vartecký | 3:14  |
| 8.             | Ať to nikdy neskončí    | Tomáš Vartecký | 3:41  |
| 9.             | O tobě i o mně          | Tomáš Vartecký | 3:44  |
| 10.            | Na vločce               | Tomáš Vartecký | 3:35  |
| Celková délka: | Celková délka:          | Celková délka: | 35:13 |